# 毛黄堇
毛黄堇（学名：Corydalis tomentella）为罂粟科紫堇属下的一个种。

## 扩展阅读
- 維基物種上的相關：毛黄堇